# Prevlaka (Cetinje)
Pour les articles homonymes, voir Prevlaka (homonymie).
Prevlaka (en serbe cyrillique : Превлака) est un village du sud du Monténégro, dans la municipalité de Cetinje.

## Démographie

### Évolution historique de la population[1]
| 1948 | 1953 | 1961 | 1971 | 1981 | 1991 | 2003 |
| ---- | ---- | ---- | ---- | ---- | ---- | ---- |
| 183  | 176  | 170  | 102  | 53   | 30   | 24   |